# Ciudad del Plata
La Ciudad del Plata (abans coneguda com a Rincón de la Bolsa, i formada per Delta del Tigre y Villas – Monte Grande i Villa María) és una ciutat de l'Uruguai ubicada al departament de San José, entre el Riu de la Plata (del qual pren el seu nom), el riu Santa Lucía i la Villa Olímpica.
D'acord amb les dades del cens de 2004, tenia una població aproximada de 26.582 habitants, el que la converteix en la segona ciutat més gran i poblada del departament, després de San José de Mayo.
La ciutat va ser fundada oficialment el 26 d'octubre de 2006, com a resultat de la unió d'alguns pobles i petits nuclis de població. L'extrem oriental serveix de continuació a la zona metropolitana de Montevideo, capital del país.